# Plumilus
Plumilus — род жесткокрылых насекомых семейства точильщиков.

## Описание
Усики у обоих полов глубоко пиловидные. Передние голени перед вершиной снаружи расширены в зубец. Лоб самца углублённый.

## Систематика
В составе рода:
- Plumaria grandicollis (Menetr., 1832)